# Children's Mercy Park
O Children's Mercy Park (anteriormente Sporting Park) é um estádio de futebol localizado em Kansas City. É a casa do Sporting Kansas City, da MLS. O estádio tem capacidade para 18.467 pessoas, mas pode se expandir para 25.000 para shows.

## História
O estádio foi inaugurado em 09 de Junho de 2011 (numa partida entre Sporting Kansas City 0-0 Chicago Fire), foi construído ao lado do Kansas Speedway.
É o terceiro estádio do Sporting Kansas City. A equipe já havia jogado no Arrowhead Stadium de 1996 a 2007 e no CommunityAmerica Ballpark de 2008 a 2010.
Recebeu uma partida da Copa América de 2024.